# 4000 Roskilde
4000 Roskilde er en dansk kortfilm fra 2002 med instruktion og manuskript af Bo Mikkelsen.

## Handling
En fortælling fra provinsen om en skæv dag i fire menneskers liv, hvor der som altid sker - absolut ingenting. Dansk socialrealisme har ikke levet helt forgæves.